# 蒙萨利耶
蒙萨利耶（法語：Montsalier，法語發音：[mɔ̃salje]）是法国上普罗旺斯阿尔卑斯省的一个市镇，属于福卡尔基耶区。

## 地理
蒙萨利耶（44°0'44"N, 5°36'33"E）面积23.81 平方千米，位于法国普罗旺斯-阿尔卑斯-蓝色海岸大区上普罗旺斯阿尔卑斯省，该省份为法国东南部内陆省份，北起上阿尔卑斯省，西接沃克吕兹省，西北接德龙省，南至瓦尔省，东临滨海阿尔卑斯省，东北部与意大利接壤。
与蒙萨利耶接壤的市镇（或旧市镇、城区）包括：巴农、勒多尔捷、勒韦斯迪比翁、锡米亚讷拉罗通德。

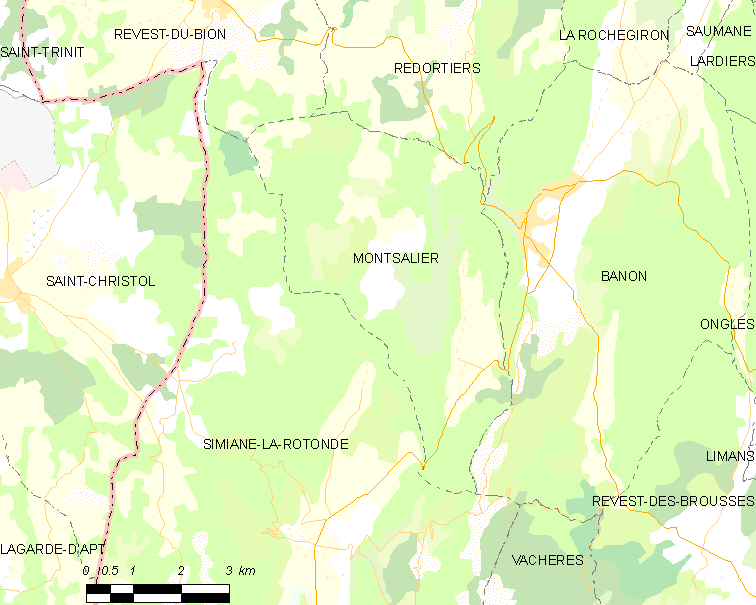
蒙萨利耶的OSM定位图

蒙萨利耶的时区为UTC+01:00、UTC+02:00（夏令时）。

## 行政
蒙萨利耶的邮政编码为04150，INSEE市镇编码为04132。

## 政治
蒙萨利耶所属的省级选区为雷亚讷县。

## 人口

1962-2008年间蒙萨利耶人口变化图示

蒙萨利耶于2022年1月1日时的人口数量为167人。